# Lucas–Carmichaeltal
Lucas–Carmichaeltal är inom matematiken ett sammansatt tal n sådant att om p är en primtalsfaktor av n så är p + 1 en faktor av n + 1.
Av konvention betraktas endast ett tal som ett Lucas–Carmichaeltal om det är udda och kvadratfritt (ej delbart med kvadraten av ett primtal), annars skulle varje kub av ett primtal (till exempel 8 och 27) vara Lucas–Carmichaeltal eftersom n3 + 1 = (n + 1)(n2 − n + 1 alltid är delbart med n + 1.
Det första Lucas–Carmichaeltal är alltså 399 = 3 × 7 × 19; 399+1 = 400; 3 + 1, 7 + 1 och 19 + 1 är alla faktorer av 400.
De första Lucas–Carmichaeltalen är (inklusive deras faktorer):
399   = 3 × 7 × 19
935   = 5 × 11 × 17
2015  = 5 × 13 × 31
2915  = 5 × 11 × 53
4991  = 7 × 23 × 31
5719  = 7 × 19 × 43
7055  = 5 × 17 × 83
8855  = 5 × 7 × 11 × 23
12719 = 7 × 23 × 79
18095 = 5 × 7 × 11 × 47
20705 = 5 × 41 × 101
20999 = 11 × 23 × 83
22847 = 11 × 31 × 67
29315 = 5 × 11 × 13 × 41
31535 = 5 × 7 × 17 × 53
46079 = 11 × 59 × 71
51359 = 7 × 11 × 23 × 291
60059 = 19 × 29 × 109
63503 = 11 × 23 × 251
67199 = 11 × 41 × 149
73535 = 5 × 7 × 11 × 191
76751 = 23 × 47 × 71
80189 = 17 × 53 × 89
81719 = 11 × 17 × 19 × 23
88559 = 19 × 59 × 79
90287 = 17 × 47 × 113
104663 = 13 × 83 × 97
117215 = 5 × 7 × 17 × 197
120581  = 17 × 41 × 173
147455  = 5 × 7 × 11 × 383
152279  = 29 × 59 × 89
155819  = 19 × 59 × 139
162687  = 3 × 7 × 61 × 127
191807  = 7 × 11 × 47 × 53
194327  = 7 × 17 × 23 × 71
196559  = 11 × 107 × 167
214199  = 23 × 67 × 139
218735  = 5 × 11 × 41 × 97
230159  = 47 × 59 × 83
265895  = 5 × 7 × 71 × 107
357599  = 11 × 19 × 29 × 59
388079  = 23 × 47 × 359
390335  = 5 × 11 × 47 × 151
482143  = 31 × 103 × 151
588455  = 5 × 7 × 17 × 23 × 43
653939  = 11 × 13 × 17 × 269
663679  = 31 × 79 × 271
676799  = 19 × 179 × 199
709019  = 17 × 179 × 233
741311  = 53 × 71 × 197
760655  = 5 × 7 × 103 × 211
761039  = 17 × 89 × 503
776567  = 11 × 227 × 311
798215  = 5 × 11 × 23 × 631
880319  = 11 × 191 × 419
895679  = 17 × 19 × 47 × 59
913031  = 7 × 23 × 53 × 107
966239  = 31 × 71 × 439
966779  = 11 × 179 × 491
973559  = 29 × 59 × 569
1010735 = 5 × 11 × 17 × 23 × 47
1017359 = 7 × 23 × 71 × 89
1097459 = 11 × 19 × 59 × 89
1162349 = 29 × 149 × 269
1241099 = 19 × 83 × 787
1256759 = 7 × 17 × 59 × 179
1525499 = 53 × 107 × 269
1554119 = 7 × 53 × 59 × 71
1584599 = 37 × 113 × 379
1587599 = 13 × 97 × 1259
1659119 = 7 × 11 × 29 × 743
1707839 = 7 × 29 × 47 × 179
1710863 = 7 × 11 × 17 × 1307
1719119 = 47 × 79 × 463
1811687 = 23 × 227 × 347
1901735 = 5 × 11 × 71 × 487
1915199 = 11 × 13 × 59 × 227
1965599 = 79 × 139 × 179
2048255 = 5 × 11 × 167 × 223
2055095 = 5 × 7 × 71 × 827
2150819 = 11 × 19 × 41 × 251
2193119 = 17 × 23 × 71 × 79
2249999 = 19 × 79 × 1499
2276351 = 7 × 11 × 17 × 37 × 47
2416679 = 23 × 179 × 587
2581319 = 13 × 29 × 41 × 167
2647679 = 31 × 223 × 383
2756159 = 7 × 17 × 19 × 23 × 53
2924099 = 29 × 59 × 1709
3106799 = 29 × 149 × 719
3228119 = 19 × 23 × 83 × 89
3235967 = 7 × 17 × 71 × 383
…
(talföljd A006972 i OEIS)
Det första Lucas–Carmichaeltal med fem faktorer är 588455 = 5 × 7 × 17 × 23 × 43.
Det är inte känt om något Lucas–Carmichaeltal även är ett Carmichaeltal.